# Chucrut garnie

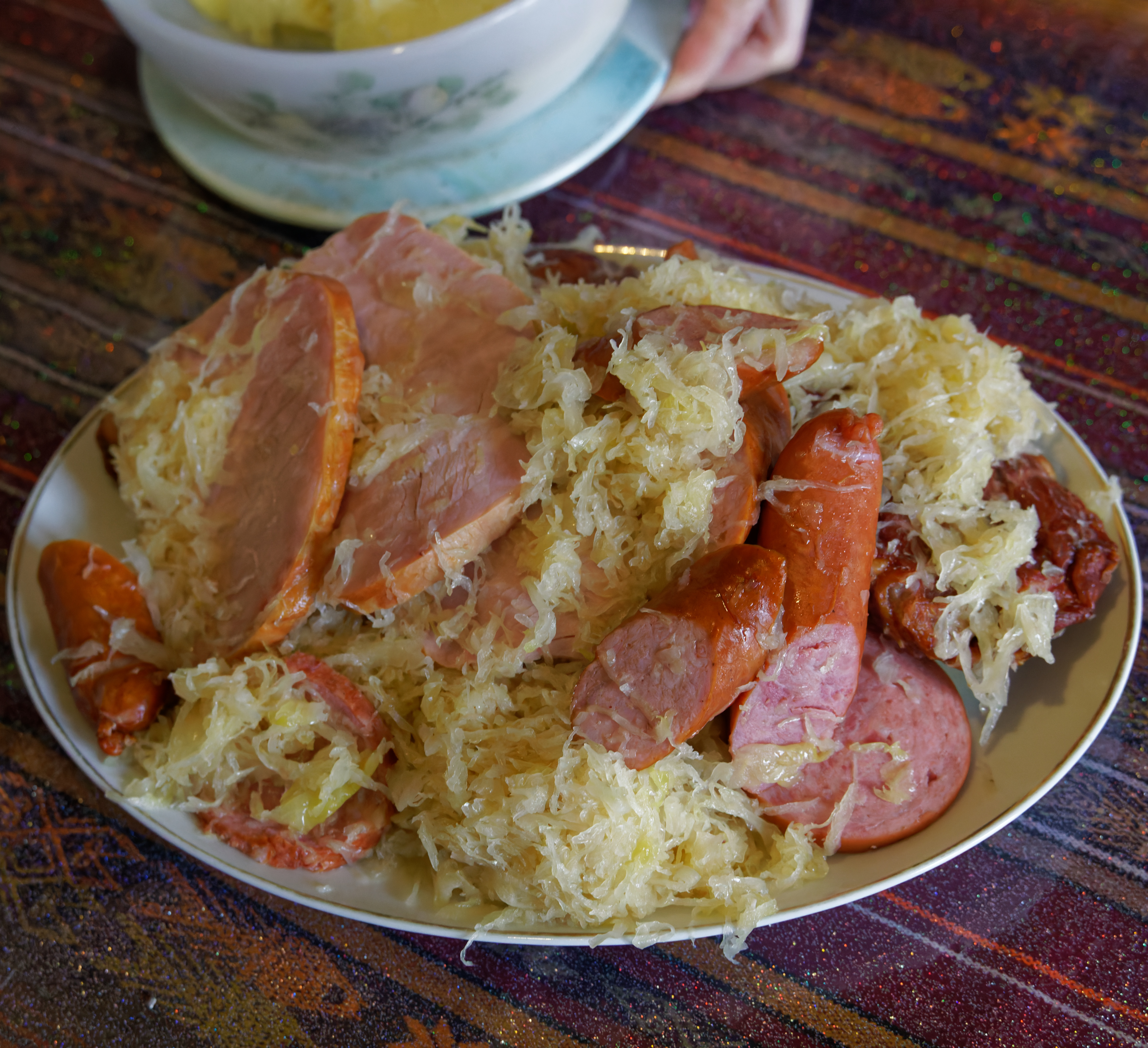
Garnie servida con carne de cerdo, chucrut y salchicha.

Chucrut garnie (francés para chucrut aderezado) es una receta alsaciana para preparar chucrut acompañado de salchichas y otras carnes y embutidos salados, y a menudo patatas.
Aunque el chucrut es un alimento tradicional en Alemania y Europa del Este, los cocineros franceses lo introdujeron cuando los principados de Alsacia y Lorena se unieron a Francia en 1648 bajo la Paz de Westfalia.

## Antecedente

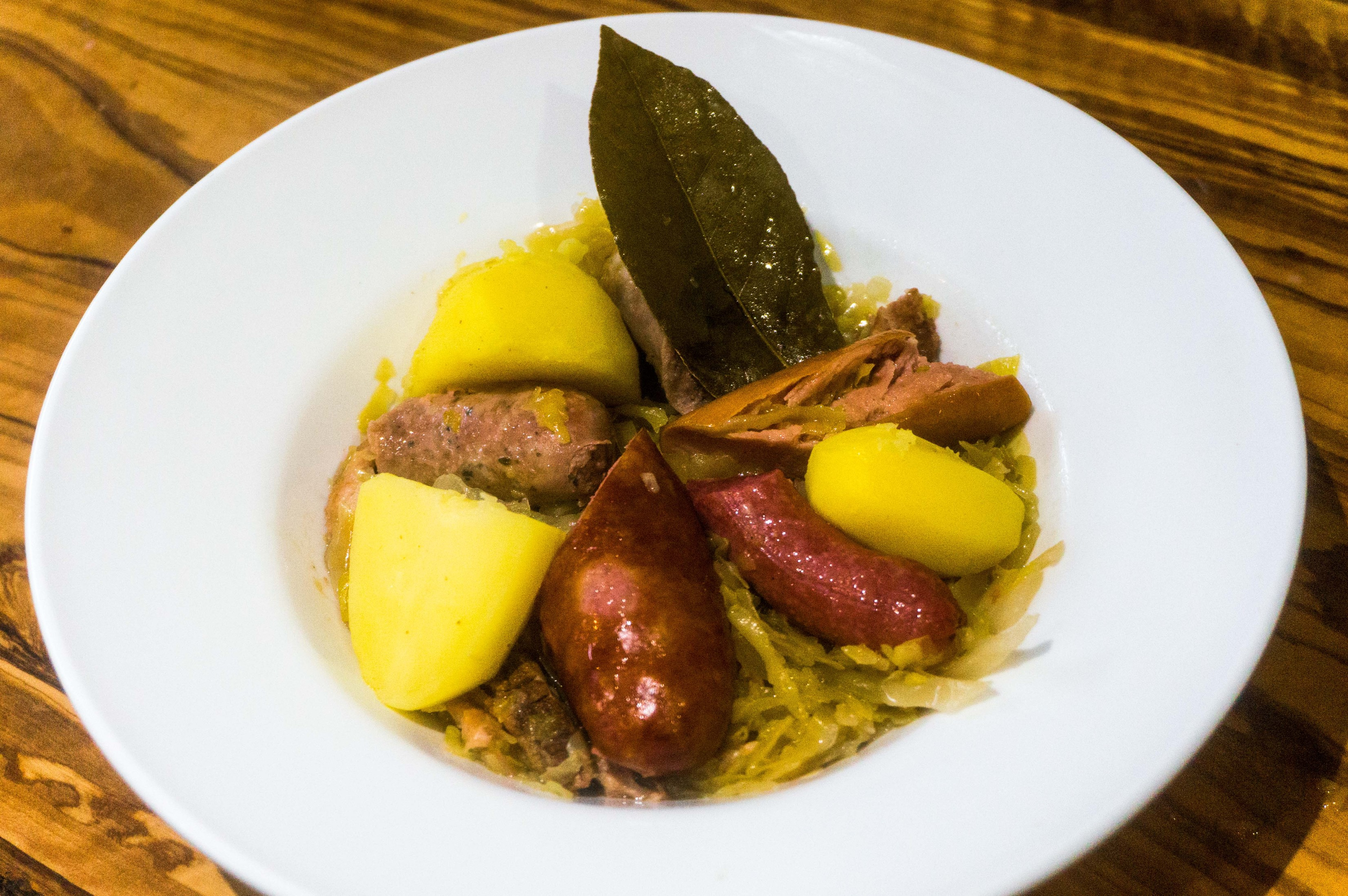
Chucrut garnie, con salchichas de Montbéliard, Estrasburgo, Toulouse, Viena y patatas.

En principio no existe una receta fija para este plato - cualquier preparación de chucrut caliente con carne y patatas podría calificar - pero en la práctica existen ciertas tradiciones, recetas favoritas y guarniciones estereotipadas que se llaman más fácilmente choucroute garnie que otras. Las recetas tradicionales piden tres tipos de embutidos: la salchicha de Morteau o salchicha Montbéliard, la salchicha de Estrasburgo y la salchicha de Frankfurt. Los cortes de carne de cerdo grasos, económicos o salados también suelen formar parte de la choucroute garnie, incluidos los codillos de cerdo, los jamones y paletas de cerdo, el lomo de tocino y las rodajas de cerdo salado. Otras recetas requieren trozos de pescado o carne de ganso, pero esto es mucho menos típico.
El repollo generalmente se calienta con un vaso de Riesling u otros vinos blancos secos o fondo y manteca de ganso o cerdo. En algunas recetas también se puede cocinar con cebolla picada y manzanas en rodajas. El escritor gastronómico Jeffrey Steingarten intentó catalogar la composición de una receta auténtica en 1989. Escribe que cada receta tradicional incluye granos de pimienta negra, clavos, ajo, bayas de enebro, cebollas y patatas; la mayoría incluye hojas de laurel y vino.
Al igual que el cassoulet, el pot au feu y muchos otros ejemplos de la cocina regional francesa, su origen está en un plato tradicional y económico, pero hay grandes versiones (como la Choucroute royale, hecha con champán en lugar de Riesling) y grandes ingredientes (como foie gras y caza silvestre) se mencionan tanto en fuentes tradicionales (por ejemplo, Ali-Bab) como en recetas de chefs y restaurantes contemporáneos.
La choucroute garnie está disponible en toda Francia en forma enlatada o lista para consumir en el horno de microondas. Una versión húngara incluye hojas de col rellenas además de los demás ingredientes. También se puede añadir repollo rallado junto con el chucrut para producir una versión algo menos ácida.